# Tatjana Kirillowna Okunewskaja

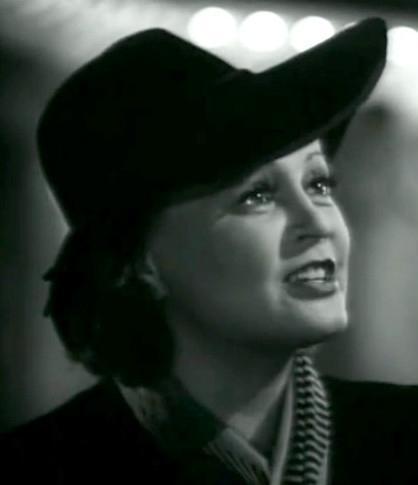
Tatjana Kirillowna Okunewskaja (1947)

Tatjana Kirillowna Okunewskaja (russisch Татьяна Кирилловна Окуневская; * 18. Februarjul. / 3. März 1914greg. in Sawidowo, Ujesd Klin, Gouvernement Moskau; † 15. Mai 2002 in Moskau) war eine sowjetische bzw. russische Theater- und Filmschauspielerin.

## Leben
Okunewskaja, Tochter des adligen Ortspolizeivorstehers Kirill Titowitsch Okunewski (1876–1937, Opfer des Großen Terrors), wurde dank der Hilfe des Architekten Michail Parusnikow  mit 17 Jahren am Moskauer Architektur-Institut als Gasthörerin angenommen, aber das Studium musste sie dann doch aufgeben.
Von 1933 bis 1937, als ihr Vater verhaftet wurde, war Okunewskaja Schauspielerin am Moskauer Realistik-Theater und darauf bis 1938 am Nischni Nowgoroder Gorki-Theater.
Als Filmschauspielerin debütierte Okunewskaja in Michail Romms Stummfilm Fettklößchen als Madame Carré-Lamadon, der 1934 in die Kinos kam. Es folgte eine Vielzahl von Filmrollen.
Ab 1943 war Okunewskaja Schauspielerin am Moskauer Lenkom-Theater.
Am 13. November 1949 wurde Okunewskaja auf Anweisung des Ministers für Staatssicherheit Wiktor Abakumow auf der Grundlage des Artikels 58 des Strafgesetzbuches der RSFSR verhaftet. Die Hintergründe waren offenbar komplex. In ihren späteren Memoiren schilderte sie ihre vielfältigen Beziehungen zu hochrangigen Personen und auch Ausländern, darunter der Innenminister Lawrenti Beria, der Generalstabschef der Jugoslawischen Volksarmee Koča Popović, Marschall Josip Broz Tito und  Wiktor Abakumow. Allerdings hielt ihre Tochter Inga (1933–2013) die Mutter für eine große Schwindlerin. Immerhin bestätigte der Historiker Anton Antonow-Owsejenko die Beziehungen Berias zu Okunewskaja mit sexuellen Übergriffen. Nach der Meinung des  Leiters der sowjetischen Spionageabwehr Jewgeni Pitowranow wurde Okunewskaja wegen ihrer vielseitigen Kontakte und Kenntnisse im Machtkampf zwischen Beria und  Abakumow verhaftet. Nach 13 Monaten Gefängnishaft wurde Okunewskaja zu 10 Jahren Lagerhaft verurteilt und zusammen mit Marija Kapnist ins StepLag Schesqasghan geschickt Dann kam sie in weitere Lager.
Nach dem Tod Stalins wurde Okunewskaja 1954 freigelassen und kehrte zum Lenkom-Theater zurück. Von 1959 bis 1979 arbeitete sie für Moskauer Konzertorganisationen. Sie war dreimal verheiratet.
Mit 86 Jahren unterzog Okunewskaja sich einer Schönheitsoperation, worauf sie an einer chronischen Hepatitis-Infektion litt. Sie starb am 15. Mai 2002 in Moskau und wurde auf dem Wagankowoer Friedhof neben dem Grab ihrer Mutter begraben.

## Ehrungen, Preise
- Verdiente Künstlerin der RSFSR (1947)
- Dank des Präsidenten der Russischen Föderation (1995)